# Degeberga-Everöds församling
Degeberga-Everöds församling är en församling i Villands och Gärds kontrakt i Lunds stift. Församlingen ligger i Kristianstads kommun i Skåne län och utgör ett eget pastorat.

## Administrativ historik
Församlingen bildades 2014 genom sammanläggning av Degeberga församling och Everödsbygdens församling och utgör därefter ett eget pastorat.

## Kyrkor
- Degeberga kyrka
- Huaröds kyrka
- Hörröds kyrka
- Maglehems kyrka
- Vittskövle kyrka
- Everöds kyrka
- Lyngsjö kyrka
- Östra Sönnarslövs kyrka

## Kyrkoherdar
- 2014-2016 Kai Wessberg
- 2016- Dan Olsson